# Resolució 1509 del Consell de Seguretat de les Nacions Unides
La Resolució 1509 del Consell de Seguretat de les Nacions Unides fou adoptada per unanimitat el 19 de setembre de 2003. Després de recordar totes les resolucions anteriors sobre la situació a Libèria, inclosa la Resolució 1497 (2003), el Consell de Seguretat va establir els 15.000 efectius de la Missió de les Nacions Unides a Libèria (UNMIL) per ajudar a implementar un acord de pau i d'alto el foc.
Abans de l'adopció de la resolució, es va dir al Consell que era menester una gran quantitat de força de manteniment de la pau per acabar amb el «cicle de brutalitat, violència, corrupció i inestabilitat». La UNMIL va reemplaçar al país una anterior força nacional autoritzada de l'Àfrica Occidental a partir de l'1 d'octubre de 2003.

## Resolució

### Observacions
Al preàmbul de la resolució, el Consell va expressar la seva preocupació per les conseqüències de la prolongada guerra civil contra la població civil arreu de Libèria i va destacar la necessitat d'ajuda humanitària.
Va deplorar totes les violacions dels drets humans, inclosa la violència sexual contra dones i nens i l'ús de nens soldat. Al mateix temps, li preocupava l'accés limitat dels treballadors humanitaris a les persones necessitades i va insistir en la necessitat de protegir la seva seguretat. Un cop establert, el nou govern de transició havia de garantir el respecte dels drets humans, l'estat de dret i un poder judicial independent.
Es van lloar els esforços de la Comunitat Econòmica dels Estats de l'Àfrica Occidental (ECOWAS), la seva missió a Libèria (ECOMIL) i la Unió Africana al país. El Consell va assenyalar que l'estabilitat duradora a Libèria dependria de la pau a la subregió, i donava suport a l'acord d'alto el foc signat el 17 de juny de 2003 i l'Acord Global de Pau signat el 18 d'agost de 2003, tot indicant que les pròpies parts serien responsables de la seva implementació.
El preàmbul de la resolució també va donar la benvinguda a la dimissió i sortida de l'ex president Charles Taylor i la transferència pacífica del poder. Va recordar que es necessitava un marc a llarg termini per alleujar les forces ECOMIL a Libèria i va determinar que la situació a Libèria constituïa una amenaça per a la pau i la seguretat internacionals a la regió i a l'Àfrica occidental.

### Actes
Actuant sota el Capítol VII de la Carta de les Nacions Unides, el Consell va establir la UNMIL per un període inicial de dotze mesos. Estaria composta per 15.000 militars inclosos 250 observadors militars, 160 empleats i 1.115 policies.
L'operació havia de ser dirigida pel Representant Especial del Secretari General a Libèria, Jacques Klein. Se li va atorgar un mandat complet en les àrees relacionades amb el suport a l'acord d'alto el foc, la protecció del personal i les instal·lacions de les Nacions Unides, el suport a l'assistència humanitària, el suport a la reforma de la seguretat i l'aplicació del procés de pau que incloïa eleccions el 2005.
La resolució exigia el final de les hostilitats a tot Libèria, el compliment de les obligacions de totes les parts interessades i la cooperació amb la UNMIL. Es va demanar al govern de Libèria que conclogués un Status of Forces Agreement amb el secretari general Kofi Annan en un termini de 30 dies i totes les parts liberianes havien d'assegurar l'accés sense restriccions de les organitzacions humanitàries a la població civil. El Consell va reconèixer la importància de la protecció dels nens de conformitat amb la Resolució 1379 (2001) i resolucions relacionades i va exigir el final de l'ús de nens soldats. També es va destacar una perspectiva de gènere, d'acord amb la Resolució 1325 (2000) sobre dones i nenes. Mentrestant, l'embargament d'armes contra el país no s'aplicaria al personal de la UNMIL.
Es va demanar a tots els estats que deixessin de donar suport als grups militars als països veïns, mentre que es va demanar al govern de transició a Libèria que restablís les relacions diplomàtiques amb els estats veïns i amb la comunitat internacional. Es va demanar a la comunitat internacional que considerés l'assistència futura a Libèria pel que fa al desenvolupament econòmic. El Consell va destacar la necessitat de crear estacions de ràdio de les Nacions Unides per informar al públic liberià sobre el paper de la UNMIL i el procés de pau. Referint-se al desarmament, desmobilització, reintegració i repatriació, la resolució va demanar al govern de transició, als Liberians Units per a la Reconciliació i la Democràcia i al Moviment per la Democràcia a Libèria que cooperessin amb la UNMIL en la implementació del procés.
Finalment, es va instruir al Secretari General que proporcionés actualitzacions periòdiques sobre la situació a Libèria, incloent un informe cada 90 dies, al Consell.